# 扎米彦苏伦·巴特苏立
扎米彦苏伦·巴特苏立（？—）蒙古国人，蒙古国政治人物。

## 生平
巴特苏立曾任东戈壁省省长，并曾两次当选国家大呼拉尔委员。他是蒙古人民党党员。2016年，出任额尔登巴特内阁教育文化科学与体育部部长。